# Максимчук Артур Анатолійович
Артур Анатолійович Максимчук (рос. Артур Анатольевич Максимчук; нар. 12 січня 2002, Щотове, Луганська область) — російський футболіст українського походження. Виступає за ФК «Новосибірськ» на правах оренди у ФК «Спартак» Москва.

## Клубна кар'єра
Дебютував у Національній лізі Росії з футболу за ФК «Спартак-2» 6 березня 2022 року в грі проти ФК «Олімп-Долгопрудний».